# رنس‌واده
رنس‌واده (به هلندی: Renswoude) یک منطقهٔ مسکونی در هلند است که در استان اوترخت واقع شده‌است. رنس‌واده ۸ متر بالاتر از سطح دریا واقع شده‌است.